# Shalës
Shalës es una localidad albanesa del condado de Elbasan. Se encuentra situada en el centro del país y desde 2015 está constituida como una unidad administrativa del municipio de Cërrik. A finales de 2011, el territorio de la actual unidad administrativa tenía 3842 habitantes.
La unidad administrativa incluye los pueblos de Shalës, Licaj, Kurtalli, Xibrake, Xherie y Kodras.
Se ubica sobre la carretera SH58, a medio camino entre Belsh y Cërrik.